# Моучкова, Камила
Камила Моучкова (до замужества — Нова) (чеш. Kamila Moučková  (Nová), 8 апреля 1928[…], Йиглава[…] — 24 ноября 2020[…], Прага) — чехословацкая радио- и телеведущая, политик. Одна из первых в Европе женщин, которые вели телевизионные новости. Почётный гражданин Праги.

## Биография
Камила Моучкова родилась 8 апреля 1928 года в чехословацком городе Йиглава (сейчас в Чехии).
С 1942 года жила в городе Польна, где училась в начальной школе и играла в местном любительском театре. После того как её мать возвратилась из немецкого концлагеря Равенсбрюк, вернулась в Йиглаву, где окончила государственную гимназию.
В 1946 году вступила в Коммунистическую партию Чехословакии. Тогда же начала актёрскую карьеру: играла в Теплицком театре, в 1946—1948 годах — в Горацком театре в Йиглаве. Окончила консерваторию.
В 1949—1956 годах работала ведущей Чехословацкого радио, в 1952 году перешла на Чехословацкое телевидение, где была ведущей передач и новостей. Моучкова была первой ведущей информационной программы «Телевизионные новости», начавшей выходить в эфир 1 января 1957 года. Была одной из первых женщин Европы, которые вели новостные передачи.
Весной 1968 года была награждена медалью «За выдающийся труд» (в 1989 году Моучкова вернула её в знак протеста).
Во время ввода войск стран Варшавского договора в Чехословакию Моучкова была на стороне сил, которые препятствовали ему. 21 августа 1968 года, в день начала операции «Дунай», она сообщила зрителям о её начале, вела радио- и телепередачи, выступая против ввода войск, пока не отключили передатчики и её не вывели из студии советские солдаты.
17 апреля 1970 года Моучкова была отстранена работы в телеэфире. После недолгой работы в дубляже она покинула Чехословацкое телевидение. С этого времени вплоть до бархатной революции 1989 года бывшая ведущая работала в столовой актёрского клуба, уборщицей, продавщицей, официанткой.
В 1977 году была в числе подписавших «Хартию-77» — программный документ чехословацких диссидентов.
После падения коммунистической власти в Чехословакии вернулась на телевидение. В 1990—1993 годах вела программу «Объектив». С 1994 года сотрудничала с рядом средств массовой информации, в частности с радио «Свободная Европа».
В 1990-е годы начала политическую карьеру. Была активной участницей движения «За гражданские свободы и толерантность». В 1994 году стала депутатом городского совета Праги-1 от Гражданского демократического альянса. В 1996 году баллотировалась в Сенат Чехии по округу Мост также от Гражданского демократического альянса, но проиграла выборы.
По итогам 2012 года получила премию Арношта Лустига за моральные качества, проявленные во время Пражской весны.
28 октября 2013 года была награждена медалью «За заслуги» I степени за вклад в культуру.
В 2016 году была удостоена звания почётного гражданина Праги за публично выраженную позицию в связи с вводом войск в Чехословакию, а также в знак уважения и признательности за творческий вклад и заслуги в развитии радио- и телевещания.
Умерла 24 ноября 2020 года.

## Творчество
В 1996 году опубликовала биографическую книгу «Её называли львицей» (Říkali jí lvice). В 2010 году в соавторстве с Петрой Брауновой опубликовала ещё одну биографию «Я не львица» (Nejsem žádná lvice).
В 2013 году вместе с композитором Рихардом Пахманом выпустила двойной-компакт диск «Уединение — это не одиночество» (Solitude is Not Lonely). Он содержит стихи, прозу и фельетоны в исполнении Моучковой и музыкальные произведения и песни Пахмана.

## Семья
Отец — Вилем Новы (1904—1987), журналист, политик, член ЦК Коммунистической партии Чехословакии (1945—1949). Был главным редактором партийной газеты «Руде право». В начале 1950-х годов Новы и его жена была репрессированы.
Первый муж (1947—1949) — Милош Виллиг (1921—1979), актёр, с которым они вместе служили в Горацком театре в Йиглаве.
Дочь — Катержина Виллигова.
Второй муж (1949—1959) — Йозеф Моучка, врач.
Дочь — Барбора Моучкова.
Сын — Ондржей Моучка.
После развода с Йозефом Моучкой в течение 30 лет находилась в отношениях с актёром Иржи Загайским (1939—2007).